# Нова земља (серија)
Нова земља (порт. Terra nostra) бразилска је теленовела, продукцијске куће Реде Глобо, снимана током 1999. и 2000.
У Србији је приказивана током 2001. на Првом програму Радио-телевизије Србије.

## Прича
Прича се одвија у Бразилу пред крај XIX и почетком XX века. Највећи део приче догађа се на плантажи кафе у Сао Паолу и говори о италијанским имигрантима, посебно о романси Ђулијане и Матеа који су у Бразил дошли у потрази за бољим животом.
Ђулијана је кћерка Ђулија и Ане, италијанских имиграната који су напустили родну земљу и у Бразил дошли на савет пријатеља, Франческа. Ђулијана на броду упознаје Матеа и у току пута праве планове за венчање по доласку у Бразил. Због смрти њених родитеља од куге и Матеове болести пар се зближава и проводи страсну ноћ пре него брод уплови у луку Сантос.
Због гужве у луци, Ђулијана и Матео се изгубе и одлазе на различите стране. Она одлази са Франческом, богатим банкаром, пријатељем њених родитеља, који је муж од Жанет, препотентне и арогантне жене, и отац Марка Антонија. Матео проналази посао на плантажи код Гумерсинда, краља кафе, ожењеног Маријом до Сокоро са којом има кћерке Анжелику и Росану.
Марко Антонио се лудо заљубљује у италијанку. Франческо одобрава брак његовог сина са девојком, али Жанет не. Ђулијана одбија његову љубав у намери да пронађе Матеа. Али када открије да очекује Матеово дете, Марко Антонио види прилику да буде са њом. Проси је и она, немајући куд', пристаје. У међувремену, Жанет прави план како њен син не би одгајао туђе дете. Уз помоћ служавке порађа Ђулијану, али она губи свест након што чује плач бебе.  Жанет наређује служавци да однесе дете у сиротиште и говори да је умрло.
У исто време, на Гумерсиндовој плантажи кафе, згодни Матео запада за око сестрама Анжелики и Росани. Анжелика је повучена девојка и жели да буде монахиња, на жалост њеног оца. Росана је импулсивна и јака особа, покушава да освоји Матеа, али је он увек одбије. Како би га приморала да је ожени, измишља да је у вези са њим. Како би спречио кћерку да оде у манастир, Гумерсиндо прихвата молбу за брак младог Аугуста, који сања да буде политичар.
Аугусто има и аферу са Паолом, лепом и ватреном италијанком која је у Бразил дошла истим бродом као и Матео и Ђулијана. Како би спречио да га Анаклето, Паолин отац, натера да се ожени њоме, Аугусто јој купује кућу у Сао Паолу, а жени се Анжеликом. Временом се Анжелика и Аугусто селе у Сао Паоло и Паола постаје њена пријатељица. Тако Паола схвати да Аугусто има добру жену и раскида везу са њим. У исто време, Гумерсиндо и Франческо постају пословни партнери. Матео је ожењен Росаном и имају сина, а Ђулијана има кћерку са Марком Антониом. Права истина о „мртвом“ сину се открива и брак Жанет и Франческа запада у кризу, а Ђулијана и Марко Антонио се растају.
Да би коначно били срећни морају оставити прошлост иза себе и избацити арогантну Росану и егоцентричног Марка Антонија из живота. На крају се венчавају и добијају још једно дете. Матео прихвата Ђулијанину кћерку као своју, а проналазе и изгубљеног сина.

## Улоге
| Глумац:                 | Улога:                    |
| ----------------------- | ------------------------- |
| Тијаго Ласерда          | Матео Батистељи           |
| Ана Паула Аросио        | Ђулијана Сплендоре        |
| Каролина Кастинг        | Росана                    |
| Антонио Фагундес        | Гумерсиндо Телес де Арана |
| Раул Кортез             | Франческо Маглијано       |
| Палома Дуарте           | Анхелика                  |
| Марсело Антони          | Марко Антонио             |
| Одилон Вагнер           | Алтино Маркондес          |
| Габријел Брага Нунес    | Аугусто Маркондес         |
| Анхела Виеира           | Жанет Маглијано           |
| Дебора Дуарте           | Марија дел Сокоро         |
| Роберто Бонфим          | Хустино                   |
| Џаксон Антунес          | Антенор                   |
| Хосе Думонт             | Батиста                   |
| Тања Бондезан           | Маријана                  |
| Гесио Амадеу            | Дамијан                   |
| Марио Сесар Камарго     | Анаклето                  |
| Адријана Леса           | Нана                      |
| Фернанда Муниз          | Луиза                     |
| Соња Загури             | Антонија                  |
| Марија Фернанда Кандидо | Паола                     |
| Антонио Калони          | Бартоло                   |
| Лу Грималди             | Леонора                   |
| Андре Луиз Миранда      | Тизи                      |
| Гилерме Бернард         | Хосе Алсеу                |
| Бијанка Кастано         | Флоринда                  |
| Тарсијана Сааде         | Матилде                   |
| Дебора Оливиери         | Инес                      |
| Елијас Глејзер          | Отац Олаво                |
| Клаудија Раја           | Ортенсија                 |
| Фабио Дијас             | Амадео                    |